# Luxemburgs voetballer van het jaar
De Luxemburgs voetballer van het jaar is een voetbalprijs die sinds het seizoen 1987-1988 jaarlijks wordt uitgereikt aan de beste voetballer uit de hoogste afdeling (Nationaldivisioun) van het groothertogdom Luxemburg. De verkiezing wordt georganiseerd door 's lands bestgelezen dagblad Luxemburger Wort. Sinds 1963 kende Luxemburg al de uitverkiezing van "Monsieur Football", die werd georganiseerd door het Franstalige streekdagblad Le Républicain Lorrain. Hiervoor kwamen slechts voetballers met de Luxemburgse nationaliteit in aanmerking. In 2000 werd deze prijs voor de laatste keer uitgereikt.

## Luxemburgs voetballer van het jaar
| Seizoen | Winnaar              | Club                              |
| ------- | -------------------- | --------------------------------- |
| 1987/88 | Denis Scuto          | Jeunesse Esch                     |
| 1988/89 | Jean-Marc Rigaud     | Spora Luxembourg                  |
| 1989/90 | Carlo Weis           | Avenir Beggen                     |
| 1990/91 | Marc Birsens         | Union Luxembourg                  |
| 1991/92 | Claude Ganser        | Jeunesse Esch                     |
| 1992/93 | Luc Holtz            | Etzella Ettelbruck                |
| 1993/94 | Théo Scholten        | Avenir Beggen                     |
| 1994/95 | Manuel Cardoni       | Jeunesse Esch                     |
| 1995/96 | Manuel Cardoni       | Jeunesse Esch                     |
| 1996/97 | Mikhail Zaritskiy    | Sporting Mertzig                  |
| 1997/98 | Mikhail Zaritskiy    | Sporting Mertzig                  |
| 1998/99 | Manuel Cardoni       | Jeunesse Esch                     |
| 1999/00 | Manuel Cardoni       | Jeunesse Esch                     |
| 2000/01 | Ahmed El Aouad       | CS Hobscheid                      |
| 2001/02 | Frédéric Cicchirillo | F91 Dudelange                     |
| 2002/03 | Ahmed El Aouad       | CS Grevenmacher                   |
| 2003/04 | Laurent Pellegrino   | Jeunesse Esch                     |
| 2004/05 | Stéphane Martine     | F91 Dudelange                     |
| 2005/06 | Joris Di Gregorio    | F91 Dudelange                     |
| 2006/07 | Joris Di Gregorio    | F91 Dudelange                     |
| 2007/08 | Emmanuel Coquelet    | F91 Dudelange                     |
| 2008/09 | Pierre Piskor        | FC Differdange 03                 |
| 2009/10 | Daniel Huss          | CS Grevenmacher                   |
| 2010/11 | Daniel da Mota       | F91 Dudelange                     |
| 2011/12 | Aurélien Joachim     | F91 Dudelange                     |
| 2012/13 | Stefano Bensi        | CS Fola Esch                      |
| 2013/14 | Sanel Ibrahimović    | Jeunesse Esch                     |
| 2014/15 | Laurent Jans         | CS Fola Esch                      |
| 2015/16 | David Turpel         | F91 Dudelange                     |
| 2016/17 | Omar Er Rafikl       | F91 Dudelange & FC Differdange 03 |
| 2017/18 | David Turpel         | F91 Dudelange                     |
| 2018/19 | Danel Sinani         | F91 Dudelange                     |

## "Monsieur Football"
| Seizoen | Winnaar            | Club                 |
| ------- | ------------------ | -------------------- |
| 1963/64 | Théo Stendebach    | Aris Bonnevoie       |
| 1964/65 | Johny Leonard      | Union Luxemburg      |
| 1965/66 | Louis Pilot        | Standard Luik        |
| 1966/67 | René Hoffmann      | Jeunesse Esch        |
| 1967/68 | Fernand Jeitz      | FC Metz              |
| 1968/69 | Paul Philipp       | Standard Luik        |
| 1969/70 | Louis Pilot        | Standard Luik        |
| 1970/71 | Louis Pilot        | Standard Luik        |
| 1971/72 | Louis Pilot        | Standard Luik        |
| 1972/73 | Nico Braun         | FC Metz              |
| 1973/74 | Norbert Reiland    | Jeunesse Esch        |
| 1974/75 | Gilbert Dussier    | AS Nancy             |
| 1975/76 | René Flenghi       | Red Boys Differdange |
| 1976/77 | Jean-Louis Margue  | Progrès Niedercorn   |
| 1977/78 | Lucien Thill       | CS Grevenmacher      |
| 1978/79 | Nico Rohmann       | SC Charleroi         |
| 1979/80 | Robert Langers     | Union Luxemburg      |
| 1980/81 | Carlo Weis         | Spora Luxemburg      |
| 1981/82 | Gilbert Dresch     | Avenir Beggen        |
| 1982/83 | Gilbert Dresch     | Avenir Beggen        |
| 1983/84 | Guy Hellers        | Standard Luik        |
| 1984/85 | John van Rijswijck | Jeunesse Esch        |
| 1985/86 | Guy Hellers        | Standard Luik        |
| 1986/87 | Robert Langers     | Stade Quimpérois     |
| 1987/88 | Robert Langers     | EA Guingamp          |
| 1988/89 | Robert Langers     | US Orléans           |
| 1989/90 | Robert Langers     | OGC Nice             |
| 1990/91 | Guy Hellers        | Standard Luik        |
| 1991/92 | Guy Hellers        | Standard Luik        |
| 1992/93 | Guy Hellers        | Standard Luik        |
| 1993/94 | Théo Scholten      | Avenir Beggen        |
| 1994/95 | Guy Hellers        | Standard Luik        |
| 1995/96 | Manuel Cardoni     | Jeunesse Esch        |
| 1996/97 | Guy Hellers        | Standard Luik        |
| 1997/98 | Philippe Felgen    | Jeunesse Esch        |
| 1998/99 | —                  | —                    |
| 1999/00 | Jeff Strasser      | 1. FC Kaiserslautern |